# Боровське (Казахстан)
Боро́вське (каз. Боровское) — село у складі Кизилжарського району Північноказахстанської області Казахстану. Входить до складу Петерфельдського сільського округу, раніше входило до Приміського сільського округу Мамлютського району.
Населення — 163 особи (2021; 206 у 2009, 216 у 1999, 244 у 1989).
Національний склад станом на 1989 рік:
- росіяни — 53 %.